# Ferrere
Ferrere là một đô thị ở tỉnh Asti vùng Piedmont thuộc Ý, nằm ở vị trí cách khoảng 30 km về phía đông nam của Torino và khoảng 15 km về phía tây của Asti. Tại thời điểm ngày 31 tháng 12 năm 2004, đô thị này có dân số 1.542 người và diện tích là 13,9 km².
Ferrere giáp các đô thị: Cantarana, Cisterna d'Asti, Montà, San Damiano d'Asti và Valfenera.